# Bogdan Zalewski
Bogdan Zalewski (Płock, 9 de abril de 1981) es un deportista polaco que compitió en remo.
Ganó una medalla de plata en el Campeonato Europeo de Remo de 2007. Participó en los Juegos Olímpicos de Atenas 2004, ocupando el octavo lugar en la prueba de ocho con timonel.

## Palmarés internacional
| Campeonato Europeo | Campeonato Europeo | Campeonato Europeo | Campeonato Europeo |
| Año                | Lugar              | Medalla            | Prueba             |
| ------------------ | ------------------ | ------------------ | ------------------ |
| 2007               | Poznań (Polonia)   | Medalla de plata   | Ocho con timonel   |